# Хангихой
Хангихой (чечен. Хьаьнга) — покинутый аул в Итум-Калинском районе Чеченской Республики.

## География
Расположен на правом берегу реки Кериго, к юго-западу от районного центра Итум-Кали.
Ближайшие развалины бывших аулов: на северо-западе — бывшие аулы Чамги и Пож-Порой, на северо-востоке — бывшие аулы Грозтхой и Корестхой, на юго-востоке — бывший аул Кирбаса, на юго-западе — бывший аул Кент.